# Копијари
Копијари су насељено мјесто у општини Вареш, Босна и Херцеговина.

## Становништво
|             | 2013.      | 1991.        |
| Укупно      | 0 (0,000%) | 195 (100,0%) |
| Хрвати      | –          | 187 (95,90%) |
| Југословени | –          | 6 (3,077%)   |
| Срби        | –          | 2 (1,026%)   |
| Бошњаци     | –          | 0 (0,000%)1  |

1. 1 На пописима од 1971. до 1991. Бошњаци су пописивани углавном као Муслимани.